# Ingrid Cords
 Ingrid Cords (* 13. Januar 1940 in Landsberg/Warthe) ist eine deutsche Politikerin der SPD und ehemaliges Mitglied der Hamburgischen Bürgerschaft.

## Leben
Ingrid Cords wuchs im Erzgebirge auf und lebt seit 1953 in Hamburg und hat einen Sohn. Ingrid Cords ist gelernte Finanzbuchhalterin. Sie war bis 2001 berufstätig und ist jetzt Rentnerin. Als Arbeitnehmerin war sie auch als Betriebsrätin tätig. Zudem ist sie Mitglied der IG Metall und der Arbeitsgemeinschaft für Arbeit der SPD. 
1977 trat sie in die SPD ein. Vor dem Mandat im Stadtparlament war sie im Kreisvorstand und Hamburger Landesvorstand der SPD. Bis 1997 war sie zudem Fraktionsvorsitzende Ortsausschuss Süderelbe. 
Mitglied der Hamburgischen Bürgerschaft war sie von 1997 bis 2008. Sie vertrat die SPD im Eingabenausschuss, Haushaltsausschuss, Stadtentwicklungsausschuss und Umweltausschuss.